# Kazachstan op de Aziatische Indoorspelen
Kazachstan is een van de landen die deelneemt aan de Aziatische Indoorspelen. Het land debuteerde in 2005. Na twee edities staat Kazachstan op de derde plaats in de medaillespiegel.

## Medailles en deelnames
| Kazachstan op de Aziatische Indoorspelen |        |      |        |        |        |
| Rang                                     | Editie | Gold | Silver | Bronze | Totaal |
| 2                                        | 2005   | 23   | 15     | 6      | 44     |
| 5                                        | 2007   | 9    | 20     | 13     | 42     |
| 3                                        | 2009   | 21   | 16     | 21     | 58     |
| 3                                        | Totaal | 53   | 51     | 40     | 144    |

Afghanistan · 
Bahrein · 
Bangladesh · 
Bhutan · 
Brunei · 
Cambodja · 
China · 
Chinees Taipei · 
Filipijnen · 
Hongkong · 
India · 
Indonesië · 
Irak · 
Iran · 
Japan · 
Jemen · 
Jordanië · 
Kazachstan · 
Kirgizië · 
Koeweit · 
Laos · 
Libanon · 
Macau · 
Malediven · 
Maleisië · 
Mongolië · 
Myanmar · 
Nepal · 
Noord-Korea · 
Oezbekistan · 
Oman · 
Oost‑Timor · 
Pakistan · 
Palestina · 
Qatar · 
Saoedi-Arabië · 
Singapore · 
Sri Lanka · 
Syrië · 
Tadzjikistan · 
Thailand · 
Turkmenistan · 
Verenigde Arabische Emiraten · 
Vietnam · 
Zuid-Korea